# Arioso
En musique savante occidentale, un arioso est un genre musical pour voix de soliste, qui occupe la place intermédiaire entre le récitatif, de nature narrative, et l'aria, purement musicale. Tout comme ces derniers, l'arioso est né au cours du XVIe siècle en Europe, en même temps que la monodie accompagnée et l'opéra, dont il est indissociable. Il est employé, non seulement dans l'art lyrique, mais également dans tout genre musical concerné par le récit ou le déroulement d'une action dramatique — cantate, oratorio, etc. Il se rapproche du recitativo accompagnato, avec lequel il est fréquemment confondu.
Dans La Flûte enchantée de Mozart, au début du finale du premier acte, l'andante du prêtre (Sprecher) « Sobald dich führt des Freundschaft Hand ins Heiligtum zum ew'gen Band » est un exemple d'arioso.
- L'arioso s'apparente au récitatif par sa structure libre et par ses inflexions, proches de la parole ; il s'en distingue cependant par son rythme, régulièrement mesuré. L'arioso s'apparente à l'aria par ses caractéristiques mélodiques — les phrases sont souvent plus chantantes que dans le simple récitatif — ; il s'en distingue cependant par sa forme qui n'a généralement pas recours au procédé de la répétition : on n'y distingue pas de véritable « thème ».
- Dans une composition musicale, l'arioso peut constituer un numéro indépendant — par exemple, une pièce succédant à un récitatif et précédant un air. Il peut également, l'espace de quelques mesures, s'insérer dans une structure plus développée — un récitatif, une aria, un chœur, ou un ensemble quelconque.
- Au cours du XIXe siècle, alors que les compositeurs d'opéra abandonnent progressivement les formes strictes (aria da capo) ainsi que l'alternance « récitatif-air », et s'acheminent vers la « mélodie infinie » — dont l'opéra wagnérien est un exemple notoire —, le modèle de l'arioso va jouer un rôle de premier plan.